# São Pedro (Covilhã)
São Pedro is een plaats (freguesia) in de Portugese gemeente Covilhã en telt 2742 inwoners (2001).